# Piletocera concisalis
Piletocera concisalis is een vlinder van de familie van de grasmotten (Crambidae). De wetenschappelijke naam van deze soort is voor het eerst voorgesteld als Desmia concisalis door Francis Walker in een publicatie uit 1859.
De soort komt voor in Sri Lanka.